# 라타우스만

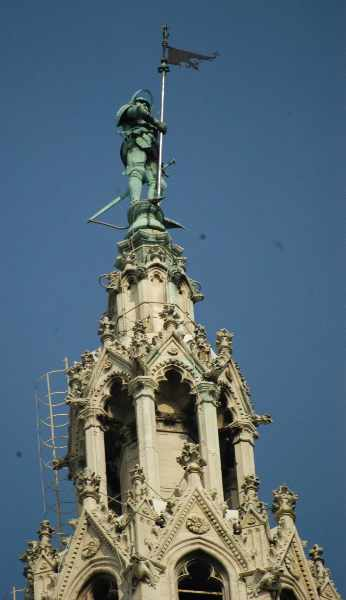
라타우스만

라타우스만(독일어: Rathausmann→시청의 남자)은 오스트리아 빈 빈 시청 첨탑 위에 있는 동상이다. 깃발을 가진 기사 동상으로, 이 동상은 루드비히 빌헬름 (Ludwig Wilhelm)이 빈에 선물한 것으로, 프리드리히 본 슈미트가 설계한 것이다. 설계의 기초가 된 것은 막시밀리안 1세가 사용하던 갑옷인 것으로 알려져 있다.
시청 건설 시 황제 프란츠 요제프 1세는 부근의 보티프 교회보다 높게 짓지 말라고 주문했다. 설계자 프리드리히 본 슈미트는 이에 따라 시청 타워의 높이를 99 미터인 보티프 교회보다 약간 낮은 98 미터로 했다. 그러나 탑의 꼭대기에 이 기사 상을 앉혔기 때문에 보티프 교회의 높이보다 넘어가 버렸다. 기사의 높이는 3.5m이지만, 깃발을 포함하면 5.4m로, 총 중량은 1,800kg이다.
1985년에 시청 타워가 수리를 할 때, 라타우스만도 일단 탑에서 내려와 수리되었다. 이때 복제품이 하나 제작되어 시청의 남쪽에 놓여있다.
라타우스만은 빈을 상징하는 것 중 하나이며, 라타우스만의 황금 미니어처 골든 라타우스만은 실적이 있었던 인물에 빈이 주어지는 상으로 정착하고 있다. 빈 시청에서는 배치 및 팜플렛 등에 라타우스만을 디자인한 로고를 사용하고 있다.